# Paszlavszky József
Paszlavszky József (Deregnyő, Zemplén vármegye, 1846. február 2. – Budapest, 1919. szeptember 21.) zoológus, állami főreáliskolai tanár, címzetes igazgató, a Magyar Tudományos Akadémia levelező tagja.

## Élete
A gimnáziumot Sátoraljaújhelyben, Ungvárt és Kassán végezte, ahol három és fél évig mint papnövendék teológiát tanult; 1868-ban a budapesti egyetemre iratkozott be és három évig természettudományokat hallgatott, azután 1872-ben középiskolai tanári oklevelet kapott. Állami ösztöndíjjal tagja volt a tanárképző-intézetnek. 1870. április 27-én a Magyar Nemzeti Múzeumhoz ásványtári segédnek nevezték ki, ahol tevékeny részt vett az osztály újraszervezésének és rendezésének munkájában; 1873-ban az egyetemi állattani tanszéknél tanársegéd lett és április 30-án lemondott múzeumi állásáról. 1874. október 1-jén kinevezték rendes tanárnak a budapesti II. kerületi állami főreáliskolához, ahol főreáliskolai igazgatói címmel kitüntetve működött. Mint reáliskolai tanár részt vett a II. kerületi reáliskolában a felnőttek oktatására rendezett népszerű előadásokban, a gimnáziumi és reáliskolai tantervek és utasítások készítésével és más tanügyi kérdésekkel foglalkozó enquetekben; több évig miniszteri biztosul volt kiküldve a VI. kerületi polgári tanítóképző képesítő vizsgálataira s több évig volt tagja az országos közoktatási tanácsnak, melynek újra szervezése (1896) után újból tagja lett. A Magyar Tudományos Akadémia 1888. május 4-én választotta levelező tagjának. Tanári működésén kívül munkálkodásának legnagyobb része a természettudományi társulat körébe esett, 1877-től a másodtitkári tisztet vitte, részt vett ezen társulat folyóiratának, a Természettudományi Közlönynek és más kiadványainak szerkesztésében. Az irodalommal korán kezdett foglalkozni. Művei részint iskolakönyvek, részint értekezések, melyek bel- és külföldi tudományos folyóiratokban jelentek meg.

## Újságcikkei
Elbeszélései, eredetiek és fordítások, ismeretterjesztő cikkei a Regélőben (1865-67. P. vagy P. J.-vel jelezve), a Hazánk és Külföldben (ugyanolyanok, névaláírással vagy a fenti jelzésekkel, 1868-1871. Némely szólam eredete, a Kínzó kamra a nürnbergi várban, A tengeri kagyló, A fekete mélakór, A hód, Furcsa hirdetmények, A közmondások sat.), a Családi Körben (1869-70); természettudományi cikkei a Természetben (1869. Az állatok különféle szaporodás-módjáról, pályadíjat nyert az egyetemen, 1870. A nadály, Humboldt Sándor, 1871. A gyémánt, A növények életéből, 1875. Az állatok helyváltoztatásáról, 1876. A drágakövek, 1878. A hólyagféreg új gazdája; ezenkívül kisebb dolgozatok); a Természettudományi Közlönyben (1872. A rovarok szájrészei, 1876. Az állatok gondoskodása ivadékaikról, 1878. A hólyagférgekről, A szőrös emberekről, A százlábúak milliói, 1879. A teleoszkop-halak, Brehm A. Budapesten tartott előadásai nyomán: A majmokról, Az északi madarakról, Vándormadarainkról. 1880. Az Archaeopteryx macroura mint igazi átmeneti alak, 1881. A vízi gyöngy, A gubacsokról, A sivatag és a karavánok, Az afrikai őserdők életéről, A fecske lakásváltozásáról és áthurczolkodásáról, 1882. Darwin Ch. emlékezete, 1883. Szibéria vadja, vadonja és vadászélete; Az emlősök vándorlása, A madarak szerelme és házas élete, 1884. Az állatok fény- és színérzéséről Graber V. nyomán, 1885. Egy ritka bogár kártételéről hazánkban, 1888. A hasznos állatok oltalmazásáról, 1888. Pótfüzet A magas hegyek életéről, 1892. Pótf. A mókus beszéde, 1895. Pótf. Régi tévedés az emlősök magyar faunájában 1899-1900 jelentések a term. társulat 1898., 1899. és 1900. működéséről, 1901. A mi kis menyétünk és a «boccamela» sat.; ezeken kívül 1872 óta számos kisebb nagyobb közleményt írt és ír minden évfolyamban); az Orsz. Középiskolai Tanáregyesület közlönyében (1875-76. A természetrajz tanításánál használt képekről, 1877-78. Az anthropologia a középiskolában, 1877-78. Természetrajz, nemzeti szellem és az iskola, 1880-81. A földrajz tanításáról a természetrajzzal kapcsolatban, 1883-84. Tanügyünk új korszaka, 1884-85. Megjegyzések «A természetrajzi oktatás eszközei» cz. közleményre, Az egészségtan a középiskolában 1886-1887. A földrajz tanításának tengeri kigyója, 1876-81. könyvismertetések); a budapesti II. ker. főreáliskola Értesítőjében (1875. Az állatok helyváltoztatásáról); a Természetrajzi Füzetekben (1881. A rózsagubics fejlődéséről, egy kőnyom. táblával, VI. 1882. Adatok a gubacsdarázsok faunájához hazánkban, különösen Budapest környékén, biologiai jegyzetekkel); a Budapesti Szemlében (1882. A madarak családi életéből); a Mathematikai Értesítőben (I. 1883. Adatok a gubacsdarázsok faunájához... Il. 1884. Cynips superfetationis Giraud, egy színes nyom. táblával); a M. Tanügyben (1883. A földrajz a gymnasiumban, 1886. Egy kis apologia); a Wiener Entomologische Zeitungban (1883. Beiträge zur Biologie der Cynipiden, 1884. Die Galle und Wespe der Cynips superfetationis Giraud, Ein Beitrag zur Kenntniss der Cynipiden); a Pécsben (1884. Őszi kirándulás, Az állatélet titkaiból); a Szatmármegyei Közlönyben (1884. ünnepi szám. A fáczán ravatalánál); a Rovartani Lapokban (1884. Hogy épít a lopodarázs? A gubacsdarázsokról, Adalékok hazánk gubacsdarázs faunájának ismeretéhez, 1885. A magyar tölgy gubacsai, A Coroebus bifasciatus ol. életmódja és kártétele hazánkban); az Erdészeti Lapokban (1885. Gubacsok a magyar tölgyön, Egy ritka madár kártétele hazánkban); az Egyetértésben (1886. júl. 6. A szemináriumi tanárképzés és a természettudományok); a Képes Családi Lapokban (1887. A szarvasok a népek háztartásában); Az Osztrák-Magyar Monarchia Irásban és képben cz. munkában (1891. 99., 100., 112. füzet, Bányászat és kohászat Stiriában, Bányászat, Kohászat, gyárak és közlekedés Karinthiában, 1893. Ipar, kereskedelem, bányászat Istriában, Halászat kereskedelem, közlekedés Dalmácziában, 1899-1900. Bosznia és Herczegovina állat- és növényvilága, ford.); a Vasárnapi Ujságban (1891. Az ornithologiai kiállítás); a kir. m. Természettud. Társ. Emlékkönyvében (1892. Mese és valóság).

## Munkái
- Az ember testének szerkezete és élete. Thomé O. W. után ford. Bpest, 1874
- Az állattan kézikönyve. Gymnasiumok és reáliskolák felsőbb osztályai, erdészeti és gazdászati intézetek, gyógyszerészek és orvosnövendékek, valamint magántanulók és a művelt közönség számára Dr. O. W. Thomé után a tudomány elvei és hazánk viszonyai tekintetbevételével kidolgozta... Uo. 1875 (3. k. Uo. 1893. 4. kiadás, három kőnyom. színes táblával és 270 szöveg közé nyomott, nagyrészt színes képpel. 1900., 5. kiad. 1903. Uo.)
- Az állatok rokonságáról. Uo. 1878. 28 rajzzal. (Népszerű természettudom. előadások Gyűjteménye II. 15.)
- Az állatok természetrajza a középiskolák alsó osztályai számára. Uo. 1876-1878. Két rész (2. kiadás 1883., 3. k. 1895-96., 4. átdolg. k. 1896. Uo.)
- Az állattan kézi könyve a gymnasiumok és reáliskolák felsőbb osztályai számára. Dr. Thomé tankönyve alapján írta... Uo. 1880 (3. egyszerűsített kiadás. Uo. 1893)
- Földrajz a gymnasiumok számára. Uo. 1881-83. Három rész. (Brózik Károlylyal együtt. I. Európa. 2. kiadás 1882., 3. k. 1884., 4. k. 1887., 6. k. 1890., 7. k. 1893., 8. k. 1896., II. Európa éjszaki és nyugati része és a többi világrész. 2. k. 1882., 3. k. 1884, 4. k. 1886., 5. k. 1894. Uo.)
- Az ausztráliai szigetvilág életéről. Uo. 1882 (Népszerű természettud. előadások Gyűjteménye V. 33.)
- Életképek az állatvilágból. Ugyanott, 1884 (Ifjusági Iratok Tára IV. füzet)
- Tizenötnap a Dunán. Írta Rudolf trónörökös főherczeg. Ford. Uo. 1890 (Természettudományi Könyvkiadó Vállalat XL.
- A madarak természetrajza a tanuló ifjuság szemléltető oktatására. Magyarázó szöveg a Schubert-féle atlaszhoz. Uo. 1891
- Az északi sarktól az egyenlítőig. Népszerű előadások. Írta Brehm E. Alfréd, ford. Uo. 1892 (Geőcze Saroltával együtt. 17 képpel és 17 műmelléklettel. Természettud. Könyvkiadó Vállalat XLVIII.)
- Kis természetrajz a középiskolák két alsó osztálya számára. Számos magyarázó képpel a szövegben. Ugyanott, 1899-1900. Két rész. (Nagyrészt színes, magyarázó képpel a szövegben. 2. kiadás. Uo. 1902)
- A növénytan kézikönyve a gymnasium IV. és a reáliskola V. osztálya számára. Színes és fekete nyomású képpel a szöveg között. Uo. 1901

Szerkesztette a Természettudományi Közlönyön és a term. társulat egyéb kiadványain kívül, a szintén a társulat által kiadott Fauna Regni Hungariae-Magyarország állatvilága c. munkát 1899-1900-ban.